# Crestview (Kentucky)
Crestview es una ciudad ubicada en el condado de Campbell, Kentucky, Estados Unidos. Según el censo de 2020, tiene una población de 452 habitantes.

## Geografía
La localidad está ubicada en las coordenadas 39°1′29″N 84°24′56″O / 39.02472, -84.41556. Según la Oficina del Censo de los Estados Unidos, Crestview tiene una superficie total de 0.41 km², correspondientes en su totalidad a tierra firme.

## Demografía
Según el censo de 2020, hay 452 personas residiendo en Crestview. La densidad de población es de 1102.44 hab./km². El 91.15% de los habitantes son blancos, el 1.33% son afroamericanos, el 0.44% son amerindios, el 0.44% son asiáticos, el 0.22% es isleño del Pacífico, el 0.44% son de otras razas y el 5.97% son de una mezcla de razas. Del total de la población, el 1.33% son hispanos o latinos de cualquier raza.

## Gobierno
A pesar de estar registrada por la Oficina del Censo como ciudad, la localidad funciona a los efectos prácticos como un barrio de la ciudad de Newport.